# Интроекция (психология)
Интрое́кция (от лат. intro — ‛внутрь’ и лат. iacio — ‛бросаю, кладу’) — бессознательный психологический процесс, относимый к механизмам психологической защиты. Включение индивидом в свой внутренний мир воспринимаемых им от других людей взглядов, мотивов, установок и прочего (интрое́ктов). Термин был предложен в 1909 году венгерским психоаналитиком Шандором Ференци.

## Описание
В результате этого процесса нечто приходящее извне воспринимается человеком как происходящее из него самого. Интроекция является примитивной формой идентификации, но в отличие от идентификации интроекция не осознаётся. Интроекция также тесно связана с психологическими механизмами проекции и проективной идентификации.

### Адаптивная роль
Интроекция играет важную роль в процессе формирования «Сверх-Я», совести, привязанностей, особенно в детстве. Маленькие дети вбирают в себя взгляды, мотивы, особенности поведения и эмоциональных реакций значимых для них людей задолго до того, как сознательно решают «стать (или не становиться) похожими» на них.

### Защитная функция
Интроекция позволяет маленькому ребёнку осознавать себя как всемогущего (несмотря на его фактическую беспомощность) за счёт «присвоения» себе возможностей и качеств значимых взрослых. Когда человек вырастает, эта защита может сохраняться, защищая его от потери самоуважения в ситуациях зависимости от других людей (у меня есть защитник/помощник, и поэтому Я не беззащитный и не беспомощный), хотя обычно у взрослых людей интроекция начинает осознаваться и превращается в идентификацию.

### Деструктивная роль
Как и любая психологическая защита, интроекция искажает восприятие реальности человеком, а конкретно — заставляя его ощущать нечто внешнее как нечто внутреннее. Как следствие, исчезновение этого внешнего может быть воспринято как исчезновение чего-то внутреннего, что имеет непосредственное отношение к природе депрессии и процессу горевания — пытаясь сохранить внутреннюю целостность, человек может предаться бессознательной фантазии о том, что это он виноват в потере и что он может как-то загладить свою вину, вернув таким образом то, чего ему не хватает.

#### Идентификация с агрессором
Зигмунд Фрейд был первым, кто обратил внимание на защитные функции процесса, выделив как самостоятельный процесс «идентификацию с агрессором» — бессознательное отождествление человека с тем (теми), кто угрожает его безопасности. Если человека не устраивает положение подвергающегося агрессии, он может попытаться сам занять позицию агрессора, интроецируя его черты.
Фрейд не проводил различия между интроекцией и идентификацией (это разграничение появилось в психоанализе несколько позже) и понимал их как основу эдипова комплекса — не способный противостоять власти отца, «отбирающего» у него права на безраздельное владение матерью, сын идентифицируется с отцом, желая стать как отец и найти себе жену как мать.